# Чемпионат Венгрии по хоккею
Чемпионат Венгрии по хоккею с шайбой (венг. Országos Bajnokság I) — высшая хоккейная лига Венгрии, ежегодно разыгрываемая с 1937 года.

## История турнира
Чемпионат Венгрии по хоккею с шайбой официально проводится с 1937 года и контролируется Федерацией хоккея страны. Наиболее титулованной командой лиги является «Ференцварош», становившийся чемпионом страны двадцать пять раз. С 2008 года венгерские клубы наряду с румынскими командами принимают участие в международном турнире МОЛ Лига, причем результаты игр венгерских команд в МОЛ Лиге между собой засчитываются и в турнирную таблицу национального первенства. По окончании регулярного сезона три лучшие команды выходят в плей-офф, где к ним в качестве четвертого участника присоединяется одна из сильнейших команд страны «Альба Волан» из города Секешфехервар, выступающая в Австрийской хоккейной лиге.